# Tournoi de clôture du championnat du Guatemala de football 2022
Navigation
Tournoi précédent Tournoi suivant
Le tournoi Clausura 2022 est le quarante-septième tournoi saisonnier disputé au Guatemala.
C'est cependant la 93e fois que le titre de champion du Guatemala est remis en jeu. Le tenant du titre, le Deportivo Malacateco, qui a remporté son premier championnat lors du dernier tournoi, défend son statut de champion face aux onze meilleures équipes du Guatemala. En gagnant la finale face au CSD Municipal, le Comunicaciones FC remporte le trente-et-unième titre de son histoire et se qualifie pour la Ligue de la CONCACAF 2022, en compagnie du CSD Municipal, meilleure équipe non-championne sur la saison 2021-2022.

## Les douze équipes participantes
| \| Ciudad de Guatemala : Antigua Comunicaciones Municipal Ciudad de Guatemala Malacateco Xelaju Santa Lucía Guastatoya Cobán Imperial Iztapa Achuapa Sololá Nueva Concepción \| Localisation des équipes engagées dans le championnat. |
| Ciudad de Guatemala : Antigua Comunicaciones Municipal Ciudad de Guatemala Malacateco Xelaju Santa Lucía Guastatoya Cobán Imperial Iztapa Achuapa Sololá Nueva Concepción                                                              |

Ce tableau présente les douze équipes qualifiées pour disputer le championnat 2021-2022. On y trouve le nom des clubs, le nom des stades dans lesquels ils évoluent ainsi que la capacité et la localisation de ces derniers.
| Club                           | Ville                     | Stade                                          | Capacité |
| Deportivo Achuapa (es)         | El Progreso               | Stade municipal Manuel Ariza                   | 1 500    |
| Antigua GFC                    | Ciudad de Guatemala       | Stade Pensativo                                | 9 000    |
| Cobán Imperial                 | Cobán                     | Stade Verapaz                                  | 8 000    |
| CSD Comunicaciones             | Ciudad de Guatemala       | Stade Cementos Progreso                        | 17 000   |
| Deportivo Guastatoya (es)      | Guastatoya                | Stade David Cordón Hichos (es)                 | 3 500    |
| Deportivo Iztapa (en)          | Iztapa                    | Stade municipal Morón                          | 3 000    |
| Deportivo Malacateco           | Malacatán                 | Stade Santa Lucía                              | 7 000    |
| CSD Municipal                  | Ciudad de Guatemala       | Stade Manuel Felipe Carrera                    | 10 000   |
| CD Nueva Concepción (es)       | Nueva Concepción          | Stade José Luis Ibarra                         | 3 000    |
| Santa Lucía Cotzumalguapa (es) | Santa Lucía Cotzumalguapa | Stade municipal Santa Lucía Cotzumalguapa (es) | 9 000    |
| CSD Sololá (es)                | Sololá                    | Stade Xambá                                    | 2 000    |
| Xelaju MC                      | Quetzaltenango            | Stade Mario Camposeco                          | 11 000   |

## Compétition
Le tournoi Clausura est divisé en deux phases :
- La phase de qualification : les vingt-deux journées de championnat.
- La phase finale : les matchs aller-retour allant des quarts de finale à la finale.

### Phase de qualification
Lors de la phase de qualification, chaque équipe affrontent à deux reprises ses adversaires.
Les huit meilleures équipes sont qualifiées pour la phase finale.
Le classement est établi sur le barème de points classique (victoire à 3 points, match nul à 1, défaite à 0).
Le départage final se fait selon les critères suivants :
- Le nombre de points.
- La différence de buts générale.
- La différence de buts particulière.
- Le nombre de buts marqué.

#### Classement
| Rang | Équipe                         | Pts | J  | G  | N | P  | Bp | Bc | Diff |
| ---- | ------------------------------ | --- | -- | -- | - | -- | -- | -- | ---- |
| 1    | CSD Comunicaciones             | 41  | 22 | 12 | 5 | 5  | 39 | 24 | +15  |
| 2    | CSD Municipal                  | 40  | 22 | 12 | 4 | 6  | 34 | 18 | +16  |
| 3    | Deportivo Guastatoya (es)      | 37  | 22 | 10 | 7 | 5  | 32 | 18 | +14  |
| 4    | Deportivo Malacateco T         | 35  | 22 | 9  | 8 | 5  | 30 | 21 | +9   |
| 5    | Cobán Imperial                 | 34  | 22 | 9  | 7 | 6  | 29 | 25 | +4   |
| 6    | Antigua GFC                    | 33  | 22 | 9  | 6 | 7  | 21 | 19 | +2   |
| 7    | Deportivo Achuapa (es)         | 33  | 22 | 9  | 6 | 7  | 21 | 19 | +2   |
| 8    | Santa Lucía Cotzumalguapa (es) | 28  | 22 | 8  | 4 | 10 | 36 | 27 | +9   |
| 9    | Deportivo Iztapa (en)          | 28  | 22 | 7  | 7 | 8  | 30 | 31 | -1   |
| 10   | Xelaju MC                      | 23  | 22 | 6  | 5 | 11 | 17 | 31 | -14  |
| 11   | CSD Sololá P                   | 15  | 22 | 3  | 6 | 13 | 19 | 46 | -27  |
| 12   | Nueva Concepción P             | 15  | 22 | 4  | 3 | 15 | 21 | 57 | -36  |

| Légende : Qualifications et relégations | Légende : Qualifications et relégations          |
| --------------------------------------- | ------------------------------------------------ |
|                                         | Qualifié pour la phase finale                    |
|                                         | T Tenant du titre P Promu de la saison 2020-2021 |

### Phase finale
Les huit équipes qualifiées sont réparties dans le tableau final d'après leur classement général. L'équipe la moins bien classée accueille lors du match aller et la meilleure lors du match retour. En cas d'égalité sur la somme des deux matchs, la règle des buts marqués à l'extérieur s'applique puis si l'égalité persiste, c'est l'équipe la mieux placée au classement général qui l'emporte.

#### Tableau
|  | Quarts de finale                 | Quarts de finale                 | Quarts de finale            | Quarts de finale            |                     |                     | Demi-finales | Demi-finales | Demi-finales | Demi-finales |  |  | Finale | Finale | Finale | Finale |
|  |                                  |                                  |                             |                             |                     |                     |              |              |              |              |  |  |        |        |        |        |
|  |                                  |                                  |                             |                             |                     |                     |              |              |              |              |  |  |        |        |        |        |
|  |                                  |                                  |                             |                             |                     |                     |              |              |              |              |  |  |        |        |        |        |
|  | 1 Comunicaciones FC              | 1 Comunicaciones FC              | 3                           | 0                           |                     |                     |              |              |              |              |  |  |        |        |        |        |
|  | 1 Comunicaciones FC              | 1 Comunicaciones FC              | 3                           | 0                           |                     |                     |              |              |              |              |  |  |        |        |        |        |
|  | 8 Santa Lucía Cotzumalguapa (es) | 8 Santa Lucía Cotzumalguapa (es) | 0                           | 0                           |                     |                     |              |              |              |              |  |  |        |        |        |        |
|  | 8 Santa Lucía Cotzumalguapa (es) | 8 Santa Lucía Cotzumalguapa (es) | 0                           | 0                           | 1 Comunicaciones FC | 1 Comunicaciones FC | 1            | 0            |              |              |  |  |        |        |        |        |
|  |                                  |                                  |                             |                             | 1 Comunicaciones FC | 1 Comunicaciones FC | 1            | 0            |              |              |  |  |        |        |        |        |
|  |                                  |                                  | 4 Deportivo Malacateco      | 4 Deportivo Malacateco      | 1                   | 0                   |              |              |              |              |  |  |        |        |        |        |
|  | 4 Deportivo Malacateco           | 4 Deportivo Malacateco           | 4 Deportivo Malacateco      | 4 Deportivo Malacateco      | 1                   | 0                   | 0            | 0            |              |              |  |  |        |        |        |        |
|  | 4 Deportivo Malacateco           | 4 Deportivo Malacateco           |                             |                             |                     |                     |              | 0            |              |              |  |  |        |        |        |        |
|  | 5 Cobán Imperial                 | 5 Cobán Imperial                 | 0                           | 0                           |                     |                     |              |              |              |              |  |  |        |        |        |        |
|  | 5 Cobán Imperial                 | 5 Cobán Imperial                 | 0                           | 0                           | 1 Comunicaciones FC | 1 Comunicaciones FC | 1            | 1            |              |              |  |  |        |        |        |        |
|  |                                  |                                  |                             |                             | 1 Comunicaciones FC | 1 Comunicaciones FC | 1            | 1            |              |              |  |  |        |        |        |        |
|  |                                  |                                  | 2 CSD Municipal             | 2 CSD Municipal             | 0                   | 0                   |              |              |              |              |  |  |        |        |        |        |
|  | 2 CSD Municipal                  | 2 CSD Municipal                  | 2 CSD Municipal             | 2 CSD Municipal             | 0                   | 0                   | 1            | 2            |              |              |  |  |        |        |        |        |
|  | 2 CSD Municipal                  | 2 CSD Municipal                  |                             |                             |                     |                     |              |              |              |              |  |  |        |        |        |        |
|  | 7 Deportivo Achuapa (es)         | 7 Deportivo Achuapa (es)         | 0                           | 0                           |                     |                     |              |              |              |              |  |  |        |        |        |        |
|  | 7 Deportivo Achuapa (es)         | 7 Deportivo Achuapa (es)         | 0                           | 0                           | 2 CSD Municipal     | 2 CSD Municipal     | 1            | 1            |              |              |  |  |        |        |        |        |
|  |                                  |                                  |                             |                             | 2 CSD Municipal     | 2 CSD Municipal     | 1            | 1            |              |              |  |  |        |        |        |        |
|  |                                  |                                  | 3 Deportivo Guastatoya (es) | 3 Deportivo Guastatoya (es) | 1                   | 1                   |              |              |              |              |  |  |        |        |        |        |
|  | 3 Deportivo Guastatoya (es)      | 3 Deportivo Guastatoya (es)      | 3 Deportivo Guastatoya (es) | 3 Deportivo Guastatoya (es) | 1                   | 1                   | 0            | 2            |              |              |  |  |        |        |        |        |
|  | 3 Deportivo Guastatoya (es)      | 3 Deportivo Guastatoya (es)      |                             |                             |                     |                     |              | 2            |              |              |  |  |        |        |        |        |
|  | 6 Antigua GFC                    | 6 Antigua GFC                    | 1                           | 0                           |                     |                     |              |              |              |              |  |  |        |        |        |        |
|  | 6 Antigua GFC                    | 6 Antigua GFC                    | 1                           | 0                           |                     |                     |              |              |              |              |  |  |        |        |        |        |
|  |                                  |                                  |                             |                             |                     |                     |              |              |              |              |  |  |        |        |        |        |

#### Quarts de finale
| Club                      | Aller | Retour | Club                           | Commentaire         |
| Comunicaciones FC         | 3 - 0 | 0 - 0  | Santa Lucía Cotzumalguapa (es) |                     |
| CSD Municipal             | 1 - 0 | 2 - 0  | Deportivo Achuapa (es)         |                     |
| Deportivo Guastatoya (es) | 0 - 1 | 2 - 0  | Antigua GFC                    |                     |
| Deportivo Malacateco      | 0 - 0 | 0 - 0  | Cobán Imperial                 | Meilleur classement |

#### Demi-finales
| Club              | Aller | Retour | Club                      | Commentaire                          |
| Comunicaciones FC | 1 - 1 | 0 - 0  | Deportivo Malacateco      | Règle des buts marqués à l'extérieur |
| CSD Municipal     | 1 - 1 | 1 - 1  | Deportivo Guastatoya (es) | Meilleur classement                  |

#### Finale
| Match aller | CSD Municipal | 0 - 1   | Comunicaciones FC | El Trébol, Guatemala                          |                                               |
| 26 mai 2022 |               | (0 - 0) | 70e Juan Anangonó | Spectateurs : 6 170 Arbitrage : Mario Escobar | Spectateurs : 6 170 Arbitrage : Mario Escobar |
| 26 mai 2022 | Rapport       |         |                   | Spectateurs : 6 170 Arbitrage : Mario Escobar | Spectateurs : 6 170 Arbitrage : Mario Escobar |

| Match retour | Comunicaciones FC | 1 - 0   | CSD Municipal | Stade Doroteo Guamuch Flores, Guatemala |  |
| 29 mai 2022  | Oscar Santis 9e   | (1 - 0) |               |                                         |  |
| 29 mai 2022  | Rapport           |         |               |                                         |  |

| Vainqueur du Tournoi Clausura 2022 Comunicaciones FC 31e titre |

## Bilan du tournoi
| Tournoi de clôture du championnat de football du Guatemala 2022 |                               |
| Champion                                                        | Comunicaciones FC (31e titre) |
| Dauphin                                                         | CSD Municipal                 |
| Qualifications continentales                                    |                               |
| Ligue de la CONCACAF 2022                                       | Comunicaciones FC             |
| Ligue de la CONCACAF 2022                                       | CSD Municipal                 |
| Promotions et relégations                                       |                               |
| Promus en Liga Nacional de Guatemala                            | Deportivo Mixco (en)          |
| Promus en Liga Nacional de Guatemala                            | Deportivo Xinabajul           |
| Relégués en Primera División de Guatemala                       | CD Nueva Concepción (es)      |
| Relégués en Primera División de Guatemala                       | CSD Sololá (es)               |